# Orera
Orera někdy VIA Orera je bývalá sovětská a gruzínská populární hudební skupina vytvořená v roce 1958 původně jako pěvecký kvartet, od roku 1964 jako vokální a instrumentální ansámbl (VIA). VIA Orera působí v obměněném složení do současné doby.

## Historie
Pěveckou skupinu Orera založili v roce 1958 studenti vysoké školy pedagogické Robert Bardzimašvili, Teimuraz Davitaija a Zurab Ijašvili v Tbilisi. Skupina zpívala folklórní a tehdy populární zahraniční písně. Počátkem šedesátých let se trio rozrostlo o čtvrtého člena Tamaze Pančvidzeho. V roce 1962 si skupina zahrála v hudební komedii "Smějící se panenky (თოჯინები იცინიან)" V polovině šedesátých let se skupina rozšířila o další členy a utvořila jeden z prvních vokálních a instrumentální ansámblů v bývalém Sovětském svazu. Mezi známější stabilní nové členy patřily Vachtang Kikabidze, Nani Bregvadzeová nebo Geno Nadirašvili. V roce 1975 ansámbl opustil její vedoucí a spoluzakladatel Robert Bardzimašvili a tím prakticky zanikl původní ráz skupiny. Ansámbl (VIA) Orera však pokračoval dál. V průběhu let si vytvořil statut registrované značky jenž dávala novým členům vstupenku do světa populární hudby a showbyznysu (kinematografie). Novým uměleckým ředitelem se stal od roku 1975 Vachtang Kikabidze a po něm Geno Nadirašvili. Ansámbl působí do současnosti v různém složení.

## Členové

### Pěvecký kvartet (1961–1964)
- Robert Bardzimašvili
- Teimuraz Davitaija
- Zurab Ijašvili
- Tamaz Pančvidze

### Vokální a instrumentální ansámbl (VIA) (1964–1975)
- Robert Bardzimašvili (umělecký ředitel) - kytara, varhany, zpěv
- Tejimuraz Davitaija - kytara, zpěv
- Zurab Ijašvili - varhany, harmonika, zpěv
- Geno Nadirašvili - trubka, kontrabas, basová kytara, zpěv
- Vachtang Kikabidze - bicí, zpěv
- Nani Bregvadzeová - zpěv
- Tejimuraz Megvinetuchucesi (sbormistr) - klavír
- Aleksandre Mandžgaladze - saxofon, flétna
- mnoho dalších

## Diskografie
Ansámbl (VIA) Orera popularizovala známé gruzínské folklórní písně a coverovala tehdy populární zahraniční šlágry. Členové ansámblu byly jazykově nadaní a schopni zpívat v několika světovýh jazycích. V jejich repertoáru se objevovali vedla gruzínských písní, písně zpívané v ruštině, angličtině, španělštině, italštině nebo řečtině.

### Studiová alba
- 1964 — Raša Orera
- 1967 — Čvens gogonebs
- 1967 — Expo-67
- 1969 — Orera i Dielo
- 1970 — Gazapchulis simgera
- 1971 — Msoplio chalchta simgherebi
- 1974 — Čven 10 tslisani vart
- 1974 — Orera dges
- 1974 — Оrera
- 1976 — Kari
- 1978 — Pesňary i Orera
- 1979 — Dzvel Tbilisši
- 1987 — VIA Orera 25 celi
- 1990 — Čemi Sakartvelo ak aris